# James Coignard
James Coignard (* 15. September 1925 in Tours; † 7. März 2008 in Antibes) war ein französischer Maler und Graphiker. Er galt als Meister der Carborundum-Radierung.
James Coignard hatte bereits als Kind eine große Affinität zur Malerei. 1948. Im Alter von 23 Jahren entschloss er sich Künstler zu werden und schrieb sich an der École des Arts Décoratifs in Nizza ein. Bereits im darauffolgenden Jahr stellte er gemeinsam mit seinem Künstlerkollegen Marchand des Raux im Musée Îsle de France in St Jean Cap Ferrat aus. Einfluss auf seine künstlerische Entwicklung hatte zu dieser Zeit der Kontakt zu Henri Matisse sowie später zu Georges Braque und Marc Chagall. Letztere beeinflussten ihn besonders in der Farbgestaltung. In den späten 1950er Jahren war für seine künstlerische Weiterentwicklung der Kontakt zu einer Reihe von spanischen Künstlern sowie seine Auseinandersetzung mit katalanischen Skulpturen und Fresken entscheidend.
In den späten 1960er Jahren begann Coignard mit der Carborundum-Technik zu arbeiten, als deren Meister er heute gilt.
Seit den 60er Jahren hat James Coignard in einer großen Zahl von Galerien und Museen ausgestellt. Zu den öffentlichen Sammlungen, in denen er vertreten ist, zählen u. a. das Solomon R. Guggenheim Museum in New York sowie das San Francisco Museum of Modern Art, Kalifornien.